# Le Concert d’Astrée
Le Concert d’Astrée – francuski zespół instrumentalistów i wokalistów, specjalizujący się w wykonaniach muzyki dawnej. Został założony w 2000 z inicjatywy Emmanuelle Haïm.
Od 2004 rezyduje w teatrze operowym w Lille.
Występował m.in. w Opéra National du Rhin, Théâtre de Caen, Bordeaux Opéra, Théâtre du Châtelet i Théâtre des Champs Élysées w Paryżu, a także w Concertgebouw w Amsterdamie, Barbican Centre w Londynie, Lincoln Center w Nowym Jorku, Konzerthausie w Wiedniu, na festiwalu w Poczdamie i Salzburger Festspiele. Współpracował z takimi reżyserami jak: Robert Wilson, David McVicar czy Jean-Louis Martinoty.
Za swoje nagrania kilkakrotnie otrzymywał nagrodę Victoires de la Musique Classique, w tym nagrodę za najlepszy zespół roku.
18 kwietnia 2011 zespół wystąpił po raz pierwszy w Polsce. Miało to miejsce podczas festiwalu Misteria Paschalia. W Filharmonii Krakowskiej zaprezentowała motety Jeana-Philippe'a Rameau i Jeana-Josepha de Mondonville'a.

## Dyskografia
Opracowano na podstawie.

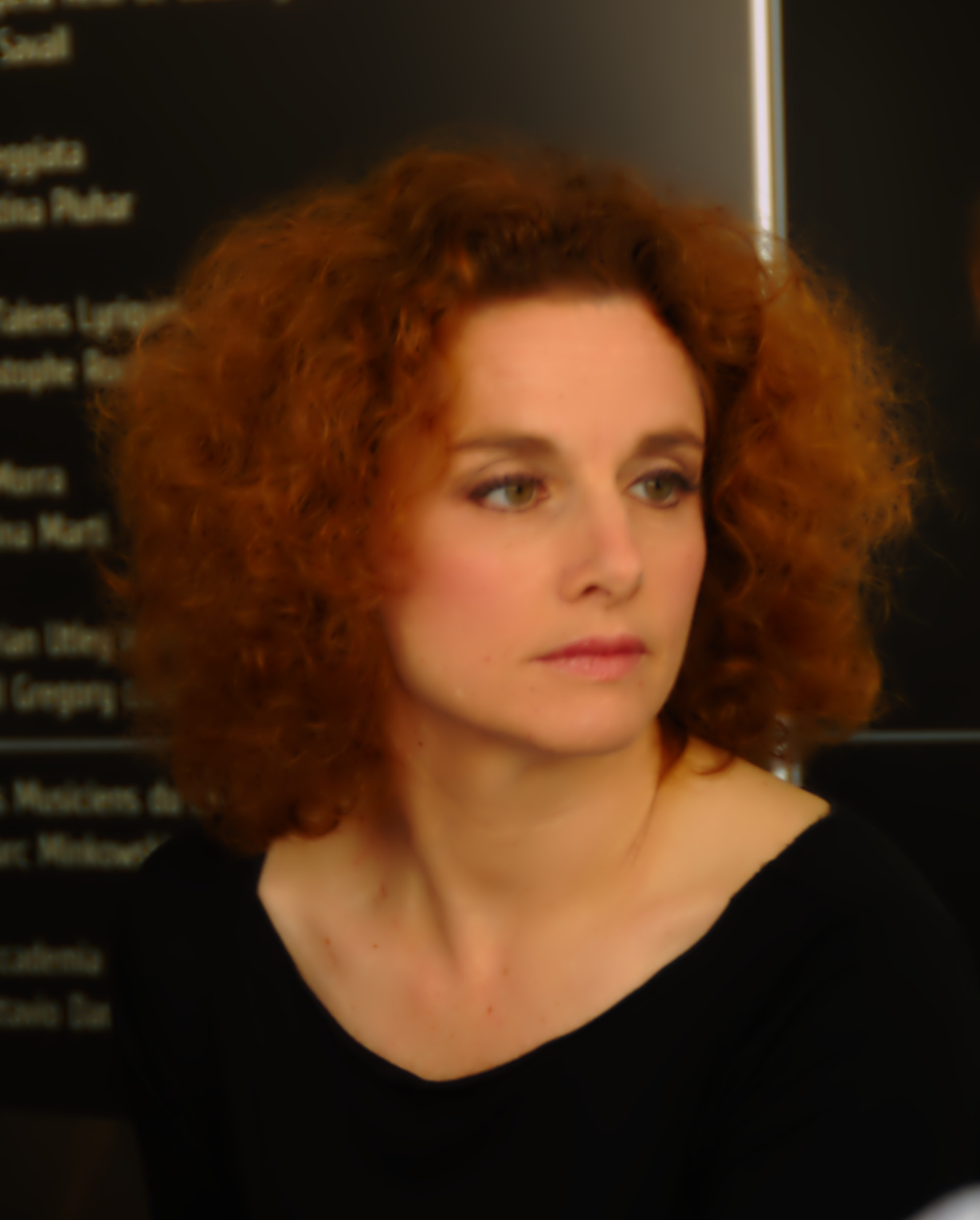
Emmanuelle Haïm

- 2002 – Handel: Arcadian Duets – Natalie Dessay, Véronique Gens, Paul Agnew, Ana Maria Panzarella, Laura Claycomb, Sara Mingardo, Juanita Lascarro, Patricia Petibon, Marijana Mijanovic, Brian Asawa; Virgin Classics
- 2003 – Handel: Aci, Galatea e Polifemo – Sandrine Piau, Sara Mingardo, Laurent Naouri; Virgin Classics
- 2003 – Purcell: Dido and Aeneas – Susan Graham, Ian Bostridge, David Daniels, Paul Agnew, Camilla Tilling, Cécile De Boever, Felicity Palmer; Virgin Classics
- 2004 – Monteverdi: L'Orfeo – Ian Bostridge, Natalie Dessay, Richard Burkhard, Lorenzo Regazzo, Véronique Gens, Carolyn Sampson, Alice Coote, Paul Thompson, Sonia Prina, Christopher Maltman, Paul Agnew, Mario Luperi, Pascal Bertin, Patrizia Ciofi, Robert MacDonald, Norbert Meyn, Malcolm Bennett; Virgin Classics
- 2005 – Handel: Delirio – Natalie Dessay, Atsushi Sakai, Stéphanie-Marie Degand, Patrick Beaugiraud; Virgin Classics
- 2006 – Mozart: Mass in C minor – Natalie Dessay, Véronique Gens, Topi Lehtipuu, Luca Pisaroni; Virgin Classics
- 2006 – Monteverdi: Il combattimento di Tancredi e Clorinda – Patrizia Ciofi, Rolando Villazón, Topi Lehtipuu; Virgin Classics
- 2007 – Handel: Il trionfo del Tempo e del Disinganno – Natalie Dessay, Sonia Prina, Ann Hallenberg, Pavol Breslik, Patrick Beaugiraud; Virgin Classics
- 2007 – Carestini (The Story of a Castrato) – Philippe Jaroussky; Virgin Classics
- 2007 – Handel: Dixit Dominus, Bach: Magnificat – Natalie Dessay, Karine Deshayes, Toby Spence, Philippe Jaroussky, Laurent Naouri; Virgin Classics
- 2008 – Lamenti – Christopher Purves, Laurent Naouri, Philippe Jaroussky; Virgin Classics
- 2009 – Handel: La Resurrezione – Sonia Prina, Kate Royal, Camilla Tilling, Toby Spence, Luca Pisaroni; Virgin Classics